# Hans Theselius
Hans Erik Theselius, född 13 juli 1919 i Stockholm, död 26 november 1981 i Stockholm, var en svensk musiker. Han var bror till jazzmusikern Gösta Theselius. Bröderna är begravda på Norra begravningsplatsen utanför Stockholm.

## Filmografi
- 1946 – Stockholm dansar